# Efekt domina

Efekt domina

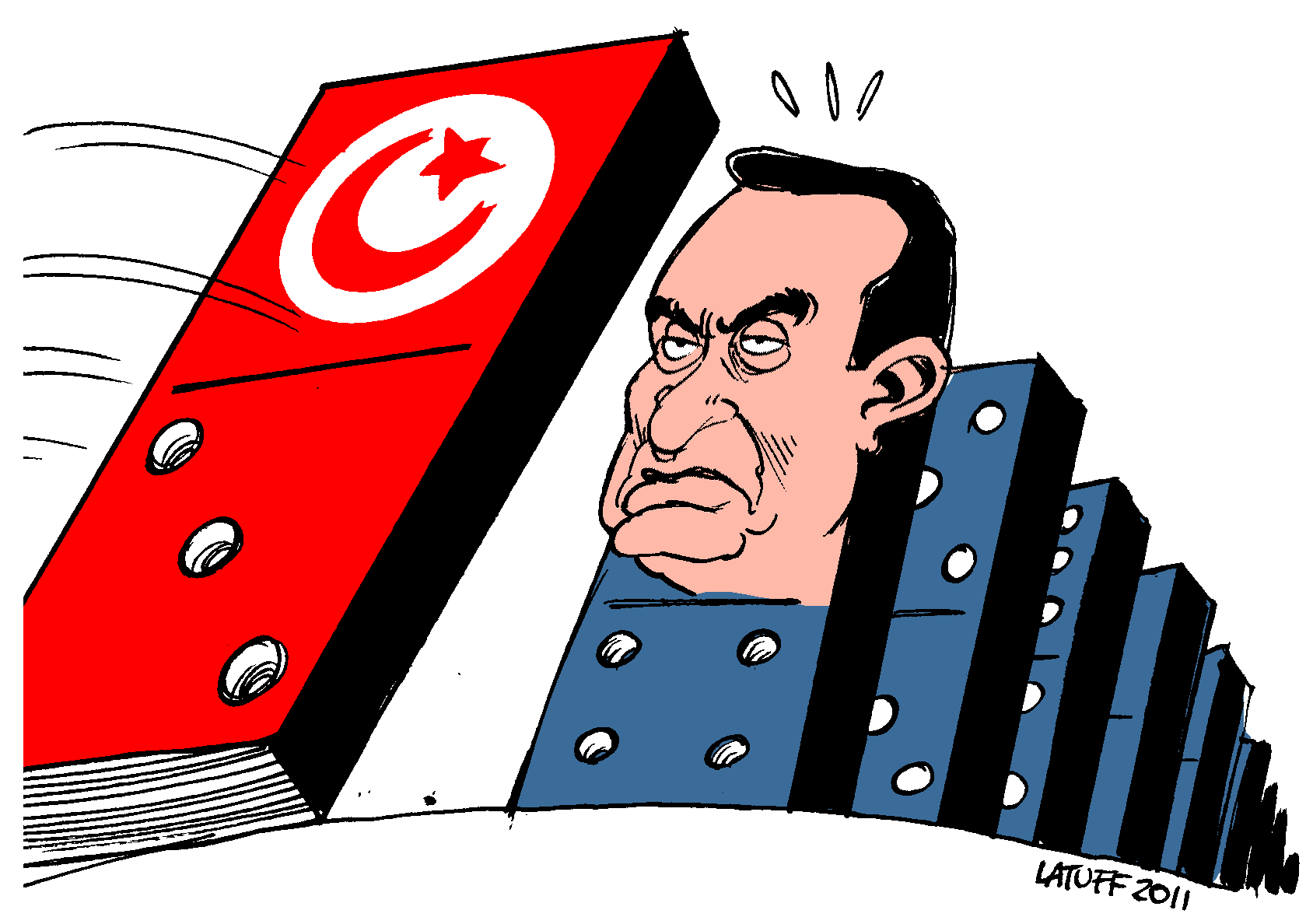
Efekt domina na karykaturze autorstwa Carlosa Latuffa.

Efekt domina – metafora używana na określenie sytuacji, w której jedno zdarzenie uruchamia cały szereg zdarzeń następujących po sobie i wynikających jedno z drugiego. Sformułowania tego używa się zazwyczaj w odniesieniu do procesów gwałtownych, destrukcyjnych, niemożliwych do opanowania, po tym, gdy już zostaną zainicjowane.
W dosłownym znaczeniu pojęcie to odnosi się do popularnej zabawy prostopadłościennymi kamieniami domina, polegającej na ustawianiu ich na wąskiej podstawie, w niewielkich odległościach jeden od drugiego. Stojący na początku kamień, pchnięty, przewraca się, uderzając w kamień sąsiedni, co skutkuje jego przewróceniem i uderzeniem w kamień następny, aż do przewrócenia się wszystkich.
Zabawa ta, na wielką skalę, z użyciem milionów kamieni domina ustawianych tygodniami w fantazyjne wzory, weszła na stałe do rywalizacji o wpis do Księgi rekordów Guinnessa. Tylko raz w roku odbywa się tzw. Domino Day.
Polityka – niektórzy eksperci w dziedzinie stosunków międzynarodowych efektem domina próbowali wyjaśnić masowe występowanie zjawisk politycznych, których źródła mają de facto charakter złożony i trudny do jednoznacznego określenia. Jest to tzw. teoria domina.
W polityce prowadzonej przez amerykańską administrację na przełomie lat 60. i 70. XX wieku uznano, że wskutek efektu domina istnieje niebezpieczeństwo rewolucji komunistycznych w państwach sąsiadujących z wyzwolonym spod protekcji francuskiej Wietnamem.
Próba zapobieżenia temu efektowi była pretekstem do amerykańskiej interwencji w Wietnamie, której efektem był kolejny etap wojny wietnamskiej.
Efektem domina tłumaczono później również tzw. Jesień Ludów.